# Deza XXL
Deza XXL, de son vrai nom René Louis-Philippe Ezoua Ehui, né le 12 novembre 1965 à Grand Bassam, est un artiste chanteur et compositeur ivoirien. Il est également le frère cadet du maître du Zoblazo, Meiway.

## Biographie
Deza XXL, auteur, compositeur, guitariste, chanteur et bassiste, naît le 12 novembre 1965 à Grand-Bassam, à 30 km d’Abidjan. Il s’illustre dès les années 1994 avec son premier album «Adéba danger», qui connaît un succès populaire.
Après cet album, il s’oriente ensuite vers d’autres styles musicaux tels que l’afro-jazz teinté de rock, le highlife ghanéen et le zoblazo tiré du riche patrimoine N’Zima. Après cette expérience, il sort deux autres albums intitulé La preuve par 3 et Do or Die. Ces deux autres albums sont composés de tubes variés comme Mivè, Banva, C’est gâté, Ayuebiala, Nian. Cependant, cette carrière prometteuse s'achève précocement. Le 3 août 2005, Déza tire sa révérence des suites d’un accident vasculaire cérébral (AVC)  à la clinique Hôtel-Dieu de Treichville, où il avait été admis quelques heures avant, déjà inconscient. Il devait avoir 40 ans le 12 novembre prochain de la même année.

## Discographie

### 1994: Adeba Danger
1. Adeba
2. Apoh Gentille
3. Confession d'un Marginal
4. Wanzeke
5. Bluffer
6. Ayi
7. Jacky
8. Blood
9. Wanzeke ( instrumental)

### 1998: Do or Die
1. Banva
2. Mivé
3. Kobiza
4. Nom d'un crousseur
5. Ayuébiala
6. Do or die
7. Alaba
8. Azrè
9. PPRD
10. Banva ( Roots remix)

### 2001: La preuve par 3
1. Nian
2. Moussa et le commissaire
3. Fa
4. Bvt
5. No
6. C'est gaté
7. Edja kodjo
8. Moussa et le commissaire ( remix)
9. No